# 루트 디아스
루트 디아스(Ruth Díaz, 1975년 1월 26일 ~ )는 스페인의 배우이다.

## 출연 작품
- 아디오스 (2019)
- 3월의 기억 (2018)
- 늑대의 살갗 아래 (2017)
- 더 퓨리 오브 어 페이션트 맨 (2016)
- 어피어드 (2007)
- 잠 못 들게 하는 영화 2 - 셋집 있음 (2006)